# Notre-Dame-d'Allonne
Pour les articles homonymes, voir Notre-Dame et Allonne.
Notre-Dame-d'Allonne est une ancienne commune française du département de la Manche.

## Toponymie
Le nom de la localité est attesté sous les formes Sancta Maria de Alona au XIIe siècle (abbaye du Vœu), Sancta Maria de Alongna en 1320 et 1325 (pouillé de Coutances), Notre-Dame d'Aloinne en 1332, Nostre-Dame des Moustiers d'Alonne en 1400, Notre-Dame d'Aloigne en 1720.

## Histoire

### Moyen Âge
Robert de Sortosville donna l'église Saint-Pierre à l'abbaye de Blanchelande.
Le fief du Breuil situé sur le territoire de la paroisse de Notre-Dame fut la possession de la famille d'Anneville, qui possédait également une partie de la paroisse de Saint-Pierre-d'Arthéglise. En 1153, c'est un Jean d'Anneville qui est seigneur du Breuil.

### Temps modernes
En 1567, Ollivier de Thère, écuyer, sieur du Breuil et de la Motte du Vaast au Vast, est taxé pour ces fiefs de 9 livres dans le rôle des nobles et roturiers, au titre du ban et de l'arrière ban de la vicomté de Coutances, réalisé par Gilles Dancel, seigneur d'Audouville, lieutenant général du bailli de Cotentin, tenu à Coutances les 20-22 octobre. Le fief du Breuil à Notre-Dame-D'allonne, qui valait un quart de fief de haubert et relevait de la vicomté de Valognes, avait des extensions à Sortosville-en-Beaumont, Saint-Pierre-d'Arthéglise et Jobourg. En 1603, ses deux parties furent réunifiées.

### Époque contemporaine
En 1818, la commune fusionne avec Saint-Pierre-d'Allonne pour former la nouvelle commune des Moitiers-d'Allonne. Des deux églises côte à côte, seule l'église Notre-Dame a été conservée, l'église Saint-Pierre ne conservant que son clocher.

## Administration
| Période                                                                | Période | Identité                  | Étiquette | Qualité |
| ---------------------------------------------------------------------- | ------- | ------------------------- | --------- | ------- |
|                                                                        |         | Jacques Duval             |           |         |
|                                                                        |         | Charles Léonor Le Terrier |           |         |
|                                                                        | 1800    | Jacques Duval             |           |         |
| 1800                                                                   | 1818    | Jacques Mabire            |           |         |
| Une partie des données est issue d'une liste établie par Jean Pouëssel |         |                           |           |         |

## Démographie
| 1793 | 1800 | 1806 |
| ---- | ---- | ---- |
| 506  | 490  | 539  |